# Tiphobiosis salmoni
Tiphobiosis salmoni är en nattsländeart som beskrevs av Mcfarlane in Mcfarlane och Cowie 1981. Tiphobiosis salmoni ingår i släktet Tiphobiosis och familjen Hydrobiosidae. Inga underarter finns listade i Catalogue of Life.